# Кері Фукунага
Кері Джоджі Фукунаґа (англ. Cary Joji Fukunaga; нар.10 липня 1977, Окленд (Каліфорнія), США) — американський режисер, кінооператор, сценарист та продюсер. Найбільш відомий як режисер фільмів «Без імені» (2009), «Джейн Ейр» (2011), «Безрідні звірі» (2015) та серіалу «Справжній детектив» (2014).

## Ранні роки
Кері народився в Окленді, штат Каліфорнія. Його батько — японець, а мати — шведка. Закінчив Каліфорнійський університет Санта-Круз. Отримав кілька престижних грантів і здобув звання кандидата в магістри мистецтв за спеціальністю кінематографії в Нью-Йоркському університеті.

## Кар'єра

### Короткометражні фільми
Фукунаґа є сценаристом та режисером короткометражного фільму «Victoria para chino» (2004), який було показано на кінофестивалі Санденс і який отримав Student Academy Award у 2005 році та безліч[уточнити] премій інших кінофестивалів.
Він також написав сценарій і зняв короткометражні фільми «Kofi», «Sleepwalking in the Rift» (2012).

### Повнометражні фільми
Дебютною художньою стрічкою Фукунаґи став фільм «Без імені». Фільм здобув низку нагород, в тому числі приз за найкращу режисуру та найкращу роботу оператора (Адріано Ґолдмен) на кінофестивалі Санденс 2009. Фільм також отримав номінації в категорії найкращий фільм, найкращий режисер і найкращий оператор кінопремії «Незалежний дух» (2010), номінований на премію британського незалежного кіно у 2009 році (Найкращий іноземний незалежний фільм).
У 2010 році Фукунаґа береться за екранізацію роману Шарлотти Бронте «Джейн Ейр». Головні ролі в фільмі зіграли Міа Васіковська, Майкл Фассбендер, Джеймі Белл і Джуді Денч. Фільм був номінований на премію «Оскар» за найкращий дизайн костюмів, премію БАФТА у тій самій категорії, а також номінувався на премію Гоя як найкращий європейський фільм.

### Телебачення
Кері Фукунаґа був режисером першого сезону телесеріалу каналу HBO «Справжній детектив». Серіал отримав схвальні відгуки кінокритиків, п'ять номінацій на «Еммі» та перемогу в категорії Найкращий режисер драматичного серіалу. За сумісництвом Кері був ще й виконавчим продюсером «Справжнього детектива».
У 2018 році Фукунаґа зрежисував мінісеріал «Маніяк» та був продюсером телесеріалу «Алієніст».

## Погляди
Кері Фукунага з початку російського вторгнення в Україну у березні 2014 року увесь час слідкував за розвитком подій. Коли Володимир Путін оголосив про вторгнення в Україну 24 лютого 2022, Кері приїхав до Львова де допомагав біженцям. Після того як ЗСУ у березні 2022 року вибили росіян з-під Києва, Кері Фукунага приїжджає до Києва, Бучі, Гостомеля, Бородянки він займається організацією доставки гуманітарної допомоги тим, хто вижив, доставкою їжі.

## Фільмографія
| Рік  | Українська назва      | Оригінальна назва        | Режисер | Сценарист | Оператор | Продюсер |
| ---- | --------------------- | ------------------------ | ------- | --------- | -------- | -------- |
| 2003 |                       | Kofi                     | Так     | Так       |          | Так      |
| 2004 |                       | Victoria para chino      | Так     | Так       |          | Так      |
| 2005 |                       | Two Men                  |         |           | Так      |          |
| 2005 |                       | White                    |         |           | Так      |          |
| 2005 |                       | Kinnaq Nigaqtuqtuaq      |         |           | Так      |          |
| 2006 | Смерть двох синів     | Death of Two Sons        |         |           | Так      |          |
| 2007 |                       | Team Queen               |         |           | Так      |          |
| 2008 |                       | Sikumi (On the Ice)      |         |           | Так      |          |
| 2009 | Без імені             | Sin nombre               | Так     | Так       |          |          |
| 2009 |                       | Chinatown Film Project   | Так     | Так       | Так      |          |
| 2011 | Джейн Ейр             | Jane Eyre                | Так     |           |          |          |
| 2011 | На льоду              | On the Ice               |         |           |          | Так      |
| 2012 |                       | Sleepwalking in the Rift | Так     |           |          |          |
| 2013 |                       | Handmade                 |         |           | Так      |          |
| 2014 | Справжній детектив    | True Detective           | Так     |           |          | Так      |
| 2014 |                       | Sikumi                   |         |           | Так      |          |
| 2015 | Безрідні звірі        | Beasts of No Nation      | Так     | Так       |          |          |
| 2018 | Алієніст (телесеріал) | The Alienist             |         |           |          | Так      |
| 2018 | Маніяк (мінісеріал)   | Maniac                   | Так     | Так       |          | Так      |
| 2020 | Джо Белл              | Joe Bell                 |         |           |          | Так      |
| 2021 | Не час помирати       | No Time to Die           | Так     | Так       |          |          |
| 2023 | Володарі повітря      | Masters of the Air       | Так     |           |          |          |